# Jürgen Locadia
Jürgen Locadia (Emmen, 7 de novembro de 1993) é um futebolista neerlandês que atua como ponta de lança.[carece de fontes?] Atualmente defende o CF Intercity, da cidade espanhola de Alicante.

## Carreira
Jürgen Locadia começou a carreira no PSV Eindhoven.

## Títulos
- Eredivisie: 2014–15, 2015–16
- Copa dos Países Baixos: 2011–12
- Supercopa dos Países Baixos: 2015, 2016